# تاکه تاکما
تاکه تاکما (انگلیسی: Taeke Taekema؛ زادهٔ ۱۴ ژانویهٔ ۱۹۸۰) بازیکن هاکی روی چمن اهل پادشاهی هلند است.